# Poeciloxestia lateralis
Poeciloxestia lateralis är en skalbaggsart som först beskrevs av Wilhelm Ferdinand Erichson 1847.  Poeciloxestia lateralis ingår i släktet Poeciloxestia och familjen långhorningar. Inga underarter finns listade i Catalogue of Life.